# Danger : Diabolik !
Pour les articles homonymes, voir Diabolik (homonymie).
Pour plus de détails, voir Fiche technique et Distribution.
Danger : Diabolik ! (Diabolik) est une comédie d'espionnage franco-italienne coécrite et réalisée par Mario Bava, sortie en 1968.
Il s’agit de l’adaptation du fumetti neri italien Diabolik, créé par les sœurs Angela et Luciana Giussani (1962).

## Synopsis
Dans la ville européenne de Clerville, le malfaiteur masqué Diabolik parvient à ravir dix millions de dollars durant un transport de fonds supervisé par l'inspecteur Ginko, en faisant diversion à l'aide de quelques bombes fumigènes. Il s'enfuit à bord d'un bateau à moteur puis d'une Jaguar noire. Poursuivi par un hélicoptère de la police, il parvient à le semer en entrant dans un tunnel où sa fiancée Eva Kant l'attend dans une Jaguar blanche. Diabolik et Eva rejoignent alors leur refuge souterrain.
Pendant ce temps, le ministre de l'Intérieur convoque une conférence de presse et annonce le rétablissement de la peine de mort pour lutter contre la criminalité. Diabolik et Eva s'y rendent, déguisés en journalistes, et libèrent du gaz hilarant, provoquant le rire de toute l'assistance. Le lendemain, le ministre démissionne et l'inspecteur Ginko ordonne une opération de grande envergure contre la mafia dirigé par le parrain Ralph Valmont ; ce dernier est contraint de passer un accord avec l'inspecteur Ginko et promet de remettre Diabolik à la police.
Diabolik décide d'offrir à Eva un collier d'émeraudes appartenant à Lady Clark pour son anniversaire dans le château de Saint-Just. Sentant les intentions de Diabolik, l'inspecteur Ginko fait encercler le château de Saint-Just par la police. Diabolik porte un costume blanc au lieu de son complet noir classique. Il escalade la tour du château à l'aide de ventouses. Une fois à l'intérieur, il trompe les policiers en posant une photo devant l'objectif de la caméra de surveillance et s'empare du collier sans aucun problème.
Pendant ce temps, Valmont obtient l'identité d'Eva grâce aux renseignements qu'il soutire à une prostituée. Il enlève Eva et demande à Diabolik dix millions de dollars et le collier d'émeraudes comme rançon. Les deux se retrouvent pour l'échange dans l'avion de Valmont, qui révèle à Diabolik que ce n'est qu'après la livraison des émeraudes qu'il sera parachuté dans la cabane où Eva est emprisonnée. Mais Diabolik déjoue son plan en saute avec Valmont en parachute. Durant leur chute, Diabolik lui fait avouer que l'inspecteur est au courant de ce rendez-vous. Arrivé sur les lieux, Diabolik parvient à la libérer et tue Valmont, puis tombe dans un état de mort apparente en ingérant des stupéfiants. Il se réveille à la morgue, alors qu'il fait l'objet d'une autopsie. Il se fait finalement exfiltrer par Eva, déguisée en infirmière.
Le nouveau ministre de l'intérieur met une prime d'un million de dollars sur la tête de Diabolik ; en réponse, Diabolik fait exploser tous les bâtiments du fisc, provoquant une crise économique sans précédent. Le nouveau ministre des finances apparaît à la télévision, faisant appel au bon sens des citoyens pour qu'ils paient leurs impôts de leur plein gré, à l'amusement général.
L'État décide de fondre vingt tonnes de lingots de réserve en un seul gros lingot d'or de vingt tonnes, qui sera transporté dans un train. Diabolik sabote les rails, faisant plonger le train dans la mer. Il récupère ensuite le lingot à l'aide d'un sous-marin, l'emporte chez lui et le fait fondre. L'inspecteur Ginko, cependant, parvient à localiser le refuge et s'y introduit. Eva parvient à s'échapper, tandis que Diabolik est touché par un jet d'or en fusion et immobilisé.
Vêtue d'un habit de deuil, Eva va rendre un dernier hommage à son compagnon, réduit à l'état de statue. Elle y est rejointe par l'inspecteur Ginko. Profitant d'un moment de distraction de la part de l'inspecteur, Diabolik fait un clin d'œil à Eva, démontrant qu'il est toujours vivant, et un rire diabolique résonne dans la cabane.

## Fiche technique
Sauf indication contraire, les informations mentionnées dans cette section peuvent être confirmées par la base de données cinématographiques Unifrance,  présente dans la section « Liens externes ».
- Titre original : Diabolik[1]
- Titre français : Danger : Diabolik ![2]
- Réalisation : Mario Bava, assisté de Lamberto Bava
- Scénario : Mario Bava, Arduino Maiuri (it), Brian Degas (en) et Tudor Gates d'après l'œuvre originale Diabolik d'Angela et Luciana Giussani.
- Photographie : Antonio Rinaldi et Mario Bava
- Montage : Romana Fortini
- Musique : Ennio Morricone
- Direction artistique : Flavio Mogherini
- Costumes : Piero Gherardi et Luciana Marinucci
- Production : Dino De Laurentiis et Bruno Todin
- Sociétés de production : Dino De Laurentiis Cinematografica (Italie) et Marianne Productions (France)
- Société de distribution : Paramount Pictures (France, Italie)
- Pays de production :  Italie •  France
- Langue originale : italien[3]
- Budget : 200 millions de lires[4],[5]
- Format : couleur — 35 mm — 1.85:1 — son monophonique
- Genres : Comédie d'espionnage
- Durée : 100 minutes
- Dates de sortie :
  - Italie : 24 janvier 1968
  - France : 12 avril 1968
- Classification :
  - France : tous publics (visa d'exploitation no 33014 délivré le 9 avril 1968)
- Affiche : Jacques Vaissier (France)

## Distribution
- John Phillip Law (VF : Bernard Woringer) : Diabolik
- Marisa Mell (VF : Tamilah Mesbah) : Eva Kant
- Michel Piccoli (VO : Gigi Proietti, VF : lui-même) : l'inspecteur Ginko
- Adolfo Celi (VF : André Valmy) : Ralph Valmont, le parrain de la mafia
- Claudio Gora (VF : Jean-Claude Michel) : le chef de police
- Mario Donen (it) : le sergent Danek
- Terry-Thomas (VF : Henri Virlojeux) : le ministre des finances
- Renzo Palmer (VF : William Sabatier) : le nouveau ministre de l'intérieur
- Caterina Boratto (VF : Lucienne Givry) : Lady Clark
- Lucia Modugno (it) : la prostituée
- Annie Gorassini : Rose
- Carlo Croccolo (VF : Pierre Trabaud) : le chauffeur du camion
- Lidia Biondi : la policière
- Andrea Bosic : le directeur de la banque
- Federico Boido (it) : Joe, un acolyte de Valmont
- Tiberio Mitri (VF : Pierre Garin) : un acolyte de Valmont
- Isarco Ravaioli : un acolyte de Valmont
- Giorgio Sciolette : le médecin de la morgue
- Francesco Mulè : le croque-mort
- Giulio Donnini : Dr Vernier

## Production

### Genèse et développement

#### Tonino Cervi et Seth Holt
Le producteur Tonino Cervi, à la tête de la société de production Italy Film, a été le premier à proposer une adaptation cinématographique du Diabolik d'Angela et Luciana Giussani, exemple pionnier du sous-genre des fumetti neri de la bande dessinée italienne. Cervi s'est montré ambigu lorsqu'il a décrit sa production, déclarant une fois que « je pense qu'avec quelques retouches, Diabolik pourrait devenir un personnage extraordinaire pour le grand écran ». Dans une autre interview, il a reconnu que « de nos jours, un bon film basé sur Guy l'Éclair serait un succès sensationnel [...] mais il coûterait aussi cher que Cléopâtre. Je dois me contenter de quelque chose de plus modeste, donc je fais Danger : Diabolik ! »,. L'intention initiale de Cervi était d'utiliser les bénéfices réalisés sur Danger : Diabolik ! pour financer un film à sketches co-réalisé par Federico Fellini, Ingmar Bergman et Akira Kurosawa.
Italy Film acquiert les droits d'adaptation auprès d'Astorina, la maison d'édition des Giussani, pour 20 millions de lires et propose un accord de distribution à Dino De Laurentiis : 100 millions de lires d'avance en échange des droits de distribution du film à perpétuité. De Laurentiis avance 70 millions de lires et met en place un accord de coproduction entre l'Italie, la France (Les Films Marceau-Cocinor) et l'Espagne (A.S. Film Produccion et Impala). Les premières versions du scénario sont écrites par les auteurs de bandes dessinées Pier Carpi et Corrado Farina, qui travaillent également dans la publicité télévisée. Ces versions ont ensuite été révisées par les scénaristes Giampiero Bona et Fabrizio Onofri, à qui l'on a demandé d'atténuer la violence. Le scénario d'Onofri et Bona mettait également l'accent sur l'aspect comique qui était présent dans le film Fantômas d'André Hunebelle, un autre film sur un gentleman cambrioleur populaire à l'époque. La production était dirigé par le réalisateur britannique Seth Holt, et la distribution était composée de Jean Sorel dans le rôle de Diabolik, Elsa Martinelli dans celui d'Eva Kant, et George Raft dans celui de Richness, l'ennemi de Diabolik. Les choix initiaux de Cervi pour Diabolik et Eva avaient été Alain Delon (dont le salaire était trop élevé) et Virna Lisi (qui n'était pas disponible en raison de conflits de calendrier).
Le tournage a commencé le 20 septembre 1965 à Malaga, en Espagne, mais a été interrompu lorsque George Raft est tombé malade sur le plateau et a dû être remplacé au débotté par Gilbert Roland. Le projet de Cervi et Holt prévoyait 29 jours de tournage d'intérieurs dans les studios de De Laurentiis à Dinocittà, 17 jours de tournage en Espagne, deux semaines de tournage aux États-Unis et une semaine supplémentaire en Espagne. Le tournage s'arrête à nouveau le 13 novembre ; après avoir visionné les épreuves de Holt, De Laurentiis interrompt temporairement la production du film, déclarant que les séquences « étaient d'un niveau si bas, tant d'un point de vue artistique que commercial, qu'elles nous faisaient clairement comprendre que continuer sur cette voie signifiait aller vers un désastre »,. Dans une interview de 1969, Holt déclare que le film « n'a pas été arrêté, il a manqué d'argent. [...] Il a été mal géré et donc le film s'est terminé et tout le monde est rentré chez soi. Tout le monde poursuit tout le monde en justice. Je n'ai été payé que parce que je connaissais bien la scène italienne ».

#### Dino De Laurentiis et Mario Bava
De Laurentiis a jugé que le seul moyen de sauver le film était de relancer la production avec un nouveau scénario et un nouveau réalisateur. Les autres sociétés en co-production n'étaient pas satisfaites de l'arrêt de la production par De Laurentiis, ce qui a conduit Les Films Marceau-Cocinor à résilier son contrat avec Italy Film. A.S. Film Produccion a confisqué le métrage et a emporté les caméras, les costumes et les armes qui avaient été loués par Italy Film, ce qui a failli mettre la société en faillite. Entre-temps, De Laurentiis a tiré parti de ses nouveaux droits sur les fumetti en incluant Diabolik parmi plusieurs personnages de bande dessinée dans Une soirée comme les autres, le segment de Vittorio De Sica du film à sketches Les Sorcières avec Silvana Mangano et Clint Eastwood ; dans ce sketch, Diabolik était interprété par l'acteur Gianni Gori. Le réalisateur Umberto Lenzi a tenté sans succès d'acheter les droits de Diabolik à De Laurentiis, ce qui l'a incité à réaliser Kriminal, basé sur les fumetti neri du même nom de Magnus et Max Bunker.
Décidant de faire du film un projet annexe complétant sa production à venir de Barbarella - qui était également une adaptation d'une série de bandes dessinées - De Laurentiis a repris la production avec le soutien financier de Paramount Pictures pour les deux projets, a établi un accord de coproduction de deux films avec le producteur français Henri Michaud de Marianne Productions, et a engagé Mario Bava comme réalisateur. Bava aurait été suggéré à De Laurentiis et aux Giussani par Farina, qui était un amateur des gialli du réalisateur, et aurait informé le producteur de la popularité de Bava auprès des cinéphiles et des intellectuels. De Laurentiis considérait également que Bava était un réalisateur financièrement viable, car L'Espion qui venait du surgelé avait été un succès commercial.

### Scénario et préproduction

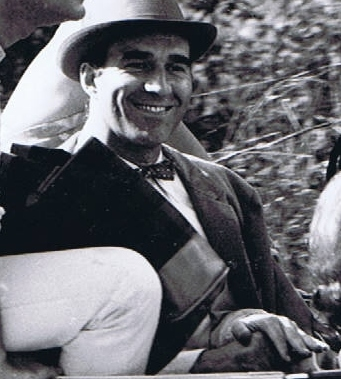
Michel Piccoli (ici en 1965) joue le rôle de l'inspecteur Ginko.

Le script de Danger : Diabolik a été écrit par Adriano Baracco (it), puis adapté en un scénario complet par Arduino Maiuri (it), qui avait auparavant écrit la comédie d'espionnage Ramdam à Rio pour De Laurentiis,. Le scénario a ensuite été révisé par l'équipe d'auteurs britanniques Brian Degas et Tudor Gates, qui ont été engagés par Bava en raison de leur collaboration fructueuse sur le projet de giallo avorté Cry Nightmare (filmé plus tard par Antonio Margheriti sous le titre Le Sadique de la treizième heure). Le scénario complet, qui est crédité à Maiuri, Degas, Gates et Bava dans la version anglaise du film, et seulement à Maiuri et Bava dans la version italienne, était basé sur trois histoires distinctes de Diabolik : Sepolto vivo ! (litt. « Enterré vivant ») d'août 1963, Lotta disperata (litt. « Bataille désespérée ») de mars 1964, et L'ombra nella notte (litt. « L'ombre de la nuit ») de mai 1965,. Le scénario de Degas et Gates portait le titre provisoire de Goldstrike ! pour que Paramount l'envisage comme titre alternatif pour la sortie internationale du film, les fumetti étant peu connus en dehors de l'Italie ; le titre anglais et français du film a été annoncé par Chuck Painter, publiciste de Paramount, comme étant Danger : Diabolik le 29 novembre 1967. De Lautentiis était si enthousiaste à l'égard du travail de Degas et Gates qu'il les a engagés pour l'aider sur Barbarella.
En comparant le scénario de Goldstrike ! de Degas et Gates (daté du 5 décembre 1966) et le film, le critique et biographe Tim Lucas note que le premier inclut des détails qui n'apparaissent pas à l'écran, comme le fait que Diabolik soit impliqué comme cerveau derrière l'attaque du train postal Glasgow-Londres (une référence au vol implicite du Portrait du duc de Wellington par Julius No dans James Bond 007 contre Dr No), des séquences qui ont été mises en scène différemment de ce qui a été filmé, et des scènes manquantes qui étaient entièrement inventées par Bava. Parmi les différences, on compte le casse d'ouverture - qui, selon le scénario, concernait une voiture blindée transportant de l'or, alors que le film le présente comme une diversion dans laquelle l'argent est transporté dans une Rolls-Royce accompagnée d'un cortège de police - une descente de police dans un casino au lieu d'une discothèque, Eva se blesse en utilisant un vélo d'appartement plutôt qu'en aidant Diabolik à tendre un piège, une deuxième conversation entre le ministre des Finances et l'inspecteur Ginko est remplacée par un appel télévisé au public, et Eva rend visite au corps recouvert d'or de Diabolik dans le hall du ministère plutôt que dans leur cachette. Lucas pense que de nombreuses modifications apportées par Bava au scénario ont servi à rendre les personnages plus sympathiques et plus crédibles, et il note que nombre des moments les plus drôles et les plus mémorables du film, tels que les ébats amoureux de Diabolik et Eva sur les 10 millions de dollars volés (une parodie de Horst Buchholz recouvrant le corps nu de Catherine Spaak avec des billets de lires dans L'Ennui et sa diversion, l'érotisme) et la menace de Valmont de « rayer [le Dr. Vernier] du registre de l'humanité », étaient entièrement la création du réalisateur.
Bava a été autorisé par De Laurentiis à utiliser plusieurs des membres clés de l'équipe issus de ses films précédents (notamment La Planète des vampires et Opération peur), tels que son fils et assistant réalisateur Lamberto Bava, la monteuse Romana Fortini, le chef opérateur Antonio Rinaldi et la scripte Rosalba Scavia. La direction artistique du film était assurée par Flavio Mogherini et Piero Gherardi, deux fois récompensé par un Oscar : Mogherini, qui avait travaillé pour la dernière fois avec Bava sur Les Mille et Une Nuits, était également responsable de la maquette du film, tandis que Gherardi, qui avait conçu les décors des films que Bava avait tournés au début de leurs carrières respectives, a également aidé Luciana Marinucci à concevoir les costumes du film, : Carlo Rambaldi, qui avait déjà réalisé les effets spéciaux de La Planète des vampires et créé le masque moulant de Diabolik, sera primé pour son travail sur E.T., l'extra-terrestre, tout comme le compositeur Ennio Morricone pour Les Huit Salopards.

### Distribution des rôles

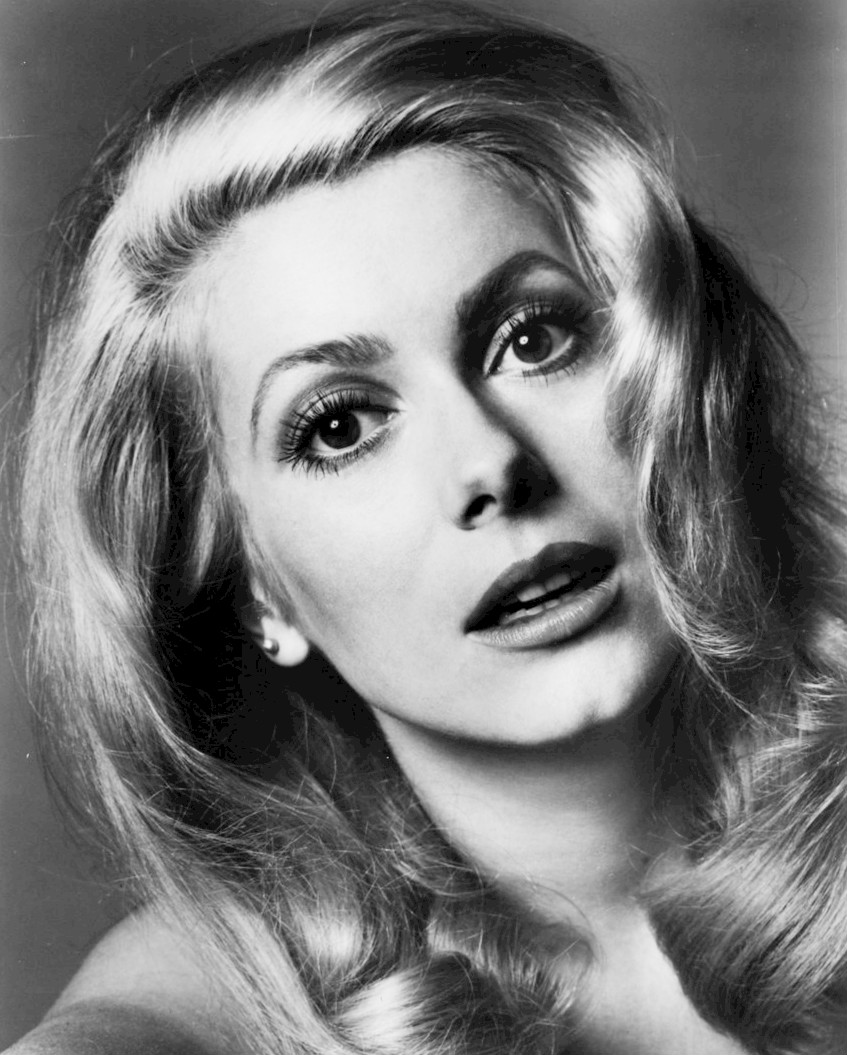
Catherine Deneuve avait initialement été retenue pour le rôle d'Eva Kant, mais elle a quitté le plateau après une semaine de tournage et s'est fait remplacer par Marisa Mell.

John Phillip Law a été invité à auditionner pour Danger : Diabolik comme une faveur que De Laurentiis lui accordait pour se faire pardonner des contre-temps dont avait souffert la production de Barbarella où Law interprète le personnage de Pygar. Le retard pris par Barbarella, dû à des difficultés techniques, a en outre permis au réalisateur Roger Vadim et à sa vedette à l'écran et épouse dans la vie, Jane Fonda, de tourner le segment Metzengerstein dans le film omnibus Histoires extraordinaires,. Grand lecteur de bandes dessinées depuis son enfance, Law ne connaissait pourtant pas les personnages de Diabolik et il a dû lire plusieurs albums pour comprendre son personnage, comme il l'avait fait pour préparer Barbarella. Puisque la majeure partie du visage du personnage est cachée par un masque moulant noir ou blanc, Law a remarqué que l'aspect le plus marquant de Diabolik était ses sourcils ; il s'est préparé pour le rôle en appliquant du mascara sur les siens et a appris à exprimer un large éventail d'expressions en se concentrant uniquement sur ses sourcils. Lors de sa rencontre avec De Laurentiis et Bava, le réalisateur s'est exclamé « Ah, questo Diabolik ! » (litt. « Voilà Diabolik ! »), indiquant à Law qu'il avait le rôle.
Des évolutions budgétaires ont permis de donner des rôles secondaires à des acteurs établis, notamment Michel Piccoli - qui avait été recommandé à De Laurentiis par Roger Vadim - dans le rôle de Ginko, Adolfo Celi dans celui de Valmont, et Terry-Thomas dans celui du ministre de l'Intérieur (qui deviendra plus tard le ministre des Finances),. En raison de son emploi du temps chargé, qui l'empêchait de faire le doublage de sa propre voix (selon le mode de production typique des films italiens), les scènes de Terry-Thomas ont été tournées en une seule journée et ses dialogues ont été enregistrés en son direct. Plusieurs acteurs plus mineurs avaient joué dans les films précédents de Bava, notamment Federico Boido (it) (La Planète des vampires), Francesco Mulè (L'Espion qui venait du surgelé) et Walter Williams (La Fille qui en savait trop). Renzo Palmer, dont le personnage de Mr. Hammond usurpe à Terry-Thomas le rôle de ministre de l'Intérieur, était également un acteur de doublage expérimenté qui fait la voix pour La Planète des vampires et Duel au couteau ; pour la version italienne du film, il a bouclé non seulement ses propres lignes de dialogues, mais aussi celles de Terry-Thomas.
Le choix de l'interprète d'Eva Kant s'est avéré particulièrement difficile. Le rôle devait à l'origine être interprété par un mannequin américain inconnu qui avait été choisi sur l'ordre de son ami, Charles Bluhdorn, président de Gulf+Western (la société mère de Paramount à l'époque). Law a écrit que la mannequin était « magnifique, mais qu'elle avait toutes les peines du monde rien que de dire bonjour devant la caméra », et qu'elle a finalement été renvoyée une semaine après le début du tournage,. Vadim a ensuite suggéré à De Laurentiis de faire jouer Eva par son ex-fiancée Catherine Deneuve. Law croit comprendre que Bava était contre cette idée, et estime personnellement que Deneuve n'était pas faite pour le rôle : « Il n'y avait aucune alchimie entre nous. Elle était sympathique et très bonne actrice, mais elle n'était tout simplement pas faite pour le rôle ». Il ajoute que « Catherine n'était peut-être pas prête pour le rôle. Elle n'avait pas encore fait Belle de jour. Je pense que si elle avait fait Danger : Diabolik après Belle de jour, elle aurait pu être plus détendue, et les choses auraient pu se passer un peu différemment ». Après avoir examiné des photos de plateau de Law et Deneuve, Lucas a corroboré l'évaluation de Law en notant que l'actrice était « incapable d'effacer sa propre personnalité pour habiter le personnage d'Eva Kant. Quand Law se tient à côté d'elle, il est clairement en pâmoison devant elle. Vêtue de ses bottes en vinyle blanc et de sa mini-robe, elle ressemble à une princesse de glace qui a le monde à ses pieds - ce qui n'était pas la dynamique relationnelle requise entre Eva et Diabolik ». Lorsqu'on l'a interrogée sur sa participation au film dans les années 1980, Deneuve a révélé que Bava s'était défoulé sur elle de ses frustrations concernant la production du film et qu'il lui avait reproché son manque d'affinité avec Law. Elle déclare : « Il ne semblait rien trouver d'agréable chez moi, pas même ma façon de marcher ». Après une semaine de tournage avec Deneuve, Bava et De Laurentiis ont décidé qu'elle devait être remplacée ; Très regardante sur ses scènes de nu, Deneuve a été renvoyée après avoir refusé de jouer la scène dans laquelle Diabolik et Eva font l'amour sur les 10 millions de dollars qu'ils ont volés.
Bava refait des auditions pour le rôle d'Eva et sélectionne Marilù Tolo, qu'il allait ensuite engager dans Roy Colt et Winchester Jack. De Laurentiis, qui avait déjà engagé l'actrice dans Ramdam à Rio et Les Sorcières, n'appréciait pas Tolo et a préféré engager le second choix de Bava, Marisa Mell,. Law se souvient qu'en rencontrant Mell, « nous savions que tout allait marcher. Nous sommes tombés dans les bras l'un de l'autre le premier jour, et nous avons eu une très bonne relation à l'écran - et hors-champ aussi, après un certain temps ». Pendant toute la durée du tournage, les deux acteurs principaux ont vécu ensemble et ont adopté un chaton noir errant, qu'ils ont baptisé « Diabolik ». Dès que Mell a signé le contrat pour incarner Eva, Law a trouvé que Bava était un réalisateur coopératif et aimable qui leur a permis d'exprimer leur vulnérabilité et de créer des « moments magiques » tout au long du film. D'un point de vue stylistique, le physique d'Eva dans le film diffère sensiblement de celui de son homologue de papier : dans les bandes dessinées, Eva se coiffe généralement d'un chignon et porte des imperméables ou des combinaisons en latex noires semblables à ceux portés par Diabolik, tandis que son homologue dans le film garde ses cheveux longs (Mell, une brune, portait une perruque pour représenter le personnage en blonde) et subit une multitude de changements de costumes rétrofuturistes,,. Le brouillon du scénario de Degas et Gates fait la suggestion suivante en ce qui concerne le symbolisme des couleurs : « En général, tous les costumes de Diabolik sont noirs, tous ceux d'Eva - blancs ». Si ce motif a été utilisé lors du passage de Deneuve sur le plateau, il a été largement abandonné quand Mell l'a remplacée. Ses costumes à elle ont des couleurs variées, notamment orange. Les costumes noirs et blancs ont été principalement utilisés pour correspondre aux voitures Jaguar Type E noires et blanches conduites respectivement par Diabolik et Eva.
Après avoir terminé Danger : Diabolik, Marisa Mell a joué aux côtés de Jean Sorel et Elsa Martinelli dans le giallo de Lucio Fulci, Perversion Story.

### Tournage

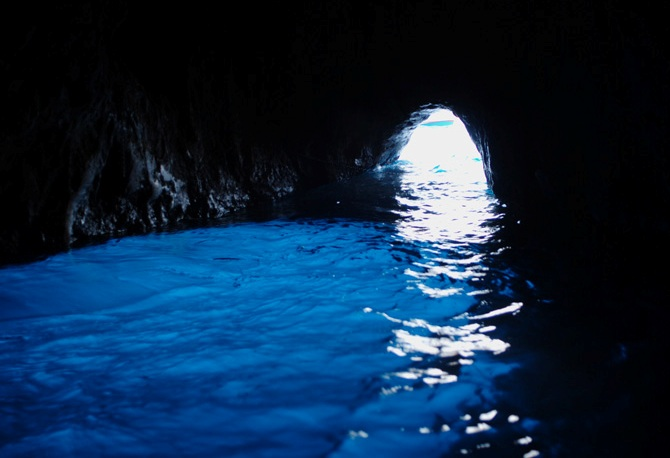
Danger: Diabolik a été partiellement tourné dans la grotte bleue à Capri.

Le tournage de Danger : Diabolik a débuté le 11 avril 1967, et s'est déroulé à Dinocittà, dans une usine Fiat à Turin, dans la grotte bleue à Capri (Province de Naples), et en extérieur dans la réserve naturelle régionale Tor Caldara (Province de Rome) et à Anzio,. Dans une interview en 1970 avec Luigi Cozzi, Bava a décrit le tournage comme « cauchemardesque », et a dit que De Laurentiis lui a imposé d'atténuer la violence du film. Law a commenté que le producteur et le réalisateur avaient des idées opposées pour le film : De Laurentiis voulait faire un film familial avec un charmant voleur dans la veine de Raffles, gentleman cambrioleur, tandis que Bava voulait faire un film fidèle aux bandes dessinées. Lamberto Bava a rappelé que si les relations de son père avec le producteur étaient généralement amicales, il était également frustré par les fréquentes absences de De Laurentiis qui produisaient plusieurs films à la fois. Danger : Diabolik s'est terminé le 18 juin 1967. Law a déclaré que peu de temps après la fin de la production du film, le tournage de Barbarella a commencé, ce qui a conduit à l'utilisation des mêmes décors, comme celui de la discothèque pour adolescents de Valmont qui figure dans les deux films.
Bien que De Laurentiis ait mis de côté 3 millions de dollars pour réaliser le film, le budget final n'a atteint que 200 millions de lires,. Malgré leur relation de travail difficile, De Laurentiis a été très impressionné par les efforts de Bava, en particulier par les effets visuels, déclarant en plaisantant qu'il se chargerait d'informer Paramount que le budget avait été largement dépassé, et que ce qu'on croit être une peinture sur cache d'un hangar à voitures dans le repaire de Diabolik était en fait un décor qui avait coûté 200 000 dollars. Il a décidé que l'argent économisé sur la production devait être utilisé immédiatement pour faire une suite, mais Bava a refusé, déclarant plus tard à Cozzi : « J'ai informé [De Laurentiis] que Diabolik était immobilisé, qu'il souffrait d'un handicap permanent - qu'il était mort ! ». Le réalisateur ne travaillera à nouveau avec De Laurentiis qu'à deux reprises : sur deux épisodes de la télésuite L'Odyssée, qu'il a coréalisée avec Franco Rossi, et sur Waterloo de Sergueï Bondartchouk, pour lequel il n'a pas été crédité pour son travail sur les effets visuels. Le souvenir de ses expériences sur Danger : Diabolik a conduit Bava à refuser l'offre de De Laurentiis de se charger des effets spéciaux pour King Kong, recommandant Rambaldi à sa place. Danger : Diabolik s'avérera également être le seul film que Bava réalisera pour un grand studio hollywoodien tel que Paramount ; pour le reste de sa carrière, il travaillera pour des producteurs indépendants que Lamberto Bava qualifiait souvent de « douteux ».

#### Effets spéciaux
Lucas a analysé l'utilisation intensive par Bava des effets visuels dans Danger : Diabolik et sa mise en œuvre de techniques déjà utilisées dans ses films précédents, bien qu'à un degré plus flamboyant, comme le permettait le budget du film. En ce qui concerne la première séquence du film, tournée dans une ruelle près de Dinocittà, il déclare que Bava ouvre le film avec « un festival d'illusions », notamment le plan d'ensemble d'une banque, qui utilise un cache mobile qui ajoute plusieurs étages à une structure à un seul étage tout en dupliquant la structure de l'autre côté de l'écran ; pour donner visuellement de l'ampleur au cache, des figurines de jouets sont utilisées pour représenter les soldats qui montent la garde des deux côtés de la structure, tandis qu'un char d'assaut miniature est visible au premier plan alors qu'un cortège de policiers en moto franchit la porte de la structure dans la partie inférieure de la composition - la seule partie du décor qui a été réellement construite. Il décrit cela comme « un effet pré-numérique stupéfiant, et il n'est là que pour ne pas être remarqué ».
En dehors de cet exemple et du hangar à voitures de Diabolik, d'autres exemples du travail de cache de Bava dans le film incluent les extérieurs du château de Saint-Just - qui ont été filmés sur les plages de Tor Caldara, où il a utilisé des effets semblables pour La Ruée des Vikings, Le Corps et le Fouet, Duel au couteau, L'Île de l'épouvante et Roy Colt et Winchester Jack - la piste d'atterrissage de Valmont (pour laquelle une seule aile et une partie de la coque d'un avion ont été peintes) et la cabine dans laquelle Eva est retenue en otage, ; bien qu'un plan d'ensemble de l'avion de Valmont volant vers la piste d'atterrissage ait été tourné avec un cache spécialement élaboré, la séquence a finalement été coupée au montage. Pour la séquence dans laquelle Diabolik escalade le mur du château, une section convexe du matériau a été construite à un angle de 35 degrés, permettant à Law d'« escalader » le mur sans avoir besoin d'être doublé par le cascadeur, Goffredo Unger (it) (qui l'a néanmoins remplacé lors du plongeon de Diabolik dans un port dans la séquence pré-générique) ; la scène a été tournée avec des objectifs grand angle pour donner une impression de profondeur et de hauteur. Les séquences sous-marines de Diabolik et de la récupération de l'or par Eva ont été tournées par une seconde équipe supervisée par Francisco Baldini ; elles sont entrecoupées de gros plans des visages de Law et Mell qui ont été filmés « à sec » devant un aquarium.
Lucas est plus critique à l'égard de l'utilisation inhabituelle par Bava de superpositions optiques et d'effets d'incrustation, qu'il considère comme des aspects de la production qui lui ont probablement été imposés par De Laurentiis : dans la scène où Diabolik et Valmont tombent en chute libre de l'avion de ce dernier, l'une des jambes de Diabolik semble anormalement mince, car la lumière de l'écran bleu utilisé se reflète sur la jambe du pantalon. Il attire également l'attention sur le caractère artificiel de deux scènes en particulier, celle où Diabolik utilise de la fumée multicolore pour distraire Ginko et la police alors qu'il vole leur Rolls-Royce, et celle où Diabolik appelle Valmont depuis une cabine téléphonique. Dans le premier cas, la fumée est superposée de manière continue au lieu de changer en fonction du montage de l'action qui se déroule en arrière-plan, tandis que le second commence par un plan d'ensemble trop serré sur Diabolik pour permettre au public de s'adapter visuellement à sa position, et un zoom sur lui dans un plan ultérieur qui ne correspond pas au cache du fond. Lucas note toutefois que cette artificialité est également conforme aux graphismes des fumetti. Le dessinateur de Swamp Thing Stephen Bissette fait remarquer que le cadrage de Bava sert fréquemment à imiter les cases des bandes dessinées, par exemple en filmant l'action dans les rétroviseurs et à travers les bibliothèques et les montants d'un lit ; il considère également que l'utilisation par Bava de la profondeur, de l'action à l'écran et des mouvements de caméra est plus proche de l'effet escompté d'une bande dessinée sur un lecteur que d'autres interprétations contemporaines du médium, comme Barbarella, qui, selon Bissette, se concentre sur la combinaison de costumes et d'une direction artistique élaborés avec un cadrage et une action statiques dans une tentative malencontreuse de reproduire la platitude du dessin.
Pour les scènes où les personnages chutent de l'avion de Valmont, des figurines G.I. Joe ont été habillées dans le style des personnages qu'elles représentaient et lâchées à travers une reconstitution miniature du décor de l'avion grandeur nature. De même, le plan représentant la destruction du train transportant l'or a utilisé une maquette de pont avec un train jouet qui a été peint pour correspondre à la locomotive représentée dans les séquences précédentes ; un cache contenant des nuages peints à l'aérographe a été utilisé pour masquer l'illusion. Bien que filmée avec des caméras à grande vitesse, l'explosion du pont sur le plateau a été jugée insatisfaisante et a été accentuée en post-production par une explosion animée en surimpression.

### Musique
La partition d'Ennio Morricone pour Danger : Diabolik, qui a été dirigée par Bruno Nicolai, a été la seule collaboration du compositeur avec Bava, et a été influencée par son travail avec le collectif d'avant-garde et d'improvisation libre Gruppo di Improvvisazione Nuova Consonanza (it). Il comprend une chanson-titre, Deep Down, interprétée par la chanteuse et actrice Maria Cristina Brancucci (it) — dont les autres collaborations avec Morricone comprennent Run, Man, Run dans Colorado et Man for Me dans Opération frère cadet — qui apparaît tout au long du film dans divers arrangements ; cette chanson est inédite et constitue la face B du single Amore amore amore amore, extrait de la bande originale du film Un Italien en Amérique. Elle est principalement utilisée pour communiquer l'amour d'Eva pour Diabolik, ce qui est renforcé par l'air de sitar d'Alessandro Alessandroni pendant le pont, suggérant que la criminalité de Diabolik et sa relation avec Eva sont une forme d'illumination. Un « thème musical de course-poursuite » fréquemment utilisé dans les scènes d'action met en évidence un motif de guitare électrique à double piste, également interprété par Alessandroni. Parmi les morceaux les plus expérimentaux du film, citons l'air psychédélique de la discothèque, qui utilise une réverbération de type « mur du son » pour mettre en valeur (en alternance) un chœur vocal et une section de cuivres fournissant la mélodie sur une section rythmique composée d'une guitare avec distorsion et d'une batterie, et l'air de l'identikit, qui comprend une prestation improvisée sur un clavier atonal par Nicolai. Lucas considère que le point culminant de la partition est la réplique présentée lorsque Diabolik et Eva récupèrent l'or, qui commence par un mélisme solo interprété par Edda Dell'Orso, remplacé par un chœur vocal interprété par la chorale I Cantori Moderni d'Alessandroni et, plus tard, par un accompagnement de groupe de rock qui « se sent étroitement lié au travail de Morricone dans les westerns spaghettis tout en se sentant parfaitement à l'aise dans le genre d'espionnage ».
Bien qu'une version italienne de Deep Down ait été publiée par Parade sous la forme d'un 45-tours, la partition originale n'a jamais fait l'objet d'une sortie complète et autorisée, les bandes originales ayant été détruites dans les années 1970 par l'incendie d'un entrepôt. Cela a donné lieu à plusieurs reconstitutions non autorisées de la partition sur CD, dont la plus largement diffusée est une version attribuée à Pallottola Foro, qui comprend également des extraits de dialogues du film. Dans la liste des « 10 meilleures bandes originales de films de tous les temps » publiée par GQ en mars 2002, la partition de Morricone était classée troisième.

## Exploitation
Danger : Diabolik était très attendu en Italie, ce qui a conduit De Laurentiis à menacer de poursuivre les producteurs de films dont les titres étaient semblables au sien, tels que Superargo contre Diabolikus et Arrriva Dorellik. Danger : Diabolik a été soumis à la Commission de censure italienne en décembre 1967 et, après avoir subi cinq coupes brèves, le film est sorti en Italie le 24 janvier 1968. Ayant coûté 200 millions de lires, le film en a rapporté un total de 265 millions (ne faisant ainsi que 65 millions de bénéfice), une recette bien inférieure à celle attendue, alors que les recettes à l'étranger, notamment en France, coproducteur du film, ont été bien plus satisfaisantes. Cependant, déçu par les recettes en Italie, De Laurentiis a abandonné l'idée de faire une suite.

### Accueil critique
Lors de sa sortie, les critiques de cinéma italiens étaient mitigées. Tullio Kezich pensait qu'il s'agissait d'un film stupide, tandis que Giovanni Grazzini écrivait : « L'amalgame d'aventure, de farce, de sadisme et de nudité en fait un film à la mode ». Le film a également été source de controverses au moment de sa sortie.
À l'époque de sa sortie, le choix de Michel Piccoli pour le rôle de l'inspecteur Ginko a également fait sensation, car il n'y avait aucune ressemblance physique entre l'acteur et le personnage de la bande dessinée. Il semble que les sœurs Giussani elles-mêmes aient suggéré que « Ginko est reconnaissable par ce qu'il fait, pas par son physique ». Le jugement des créateurs de Diabolik s'est révélé exact : la critique des lecteurs du fumetti original a en effet épargné Piccoli et s'est concentrée sur Marisa Mell, identique à Eva Kant sur certains points mais très différentes sur d'autres.
Avec le temps, le film est devenu un film culte. Alberto Pezzotta (it) écrit : « Tout en restant un film de commande, Diabolik se distingue de la moyenne des films semblables de l'époque et réussit là où Modesty Blaise de Joseph Losey avait échoué : c'est-à-dire transposer le monde de la bande dessinée au cinéma en adoptant le style de la dernière avant-garde artistique ». La revue Nocturno écrit : « Un bijou né pour les besoins "alimentaires" qui, tout en restant éloigné du sujet, invite à une réinterprétation pop du criminel en collants inventé par les sœurs Giussani ».
À l'étranger, cependant, le film a été immédiatement apprécié, notamment en France. Le prestigieux magazine français Cahiers du cinéma a beaucoup apprécié le film, écrivant : « Les effets d'anamorphose, les oscillations de l'ordre perceptif dans chaque plan, la constante discontinuité spatio-temporelle, tout cela contribue à la construction d'un univers d'une beauté éclatante, improbable et autoritaire ».
Au XXIe siècle, le film a eu en France un regain de popularité, notamment via les éditions BluRay et les nombreuses rétrospectives dont celles de la Cinémathèque française. Le directeur des programmes d'Arte Olivier Père en fait une critique dithyrambique en 2017 : « Film libertaire et déluré, saturé de symboles sexuels, Danger : Diabolik ! demeure le modèle jamais dépassé d’une transposition de bande dessinée au cinéma, qui offre à Bava l’opportunité rêvée de créer des images bidimensionnelles et artificielles, où tout est simulacre et illusion (y compris le couple vedette), sauf peut-être le talent des seconds rôles, interprétés par d’excellents comédiens dans un état euphorique, Michel Piccoli en tête. Si Phantom of the Paradise est pour nous le film fétiche des années 70, Danger : Diabolik  est sans conteste celui des années 60 ».
Aux États-Unis, le film a également été apprécié par le critique Roger Ebert, qui a écrit lors de sa sortie : « Peut-être parce qu'il est moins prétentieux, Danger : Diabolik ! a eu plus de succès que Barbarella, et il est aussi plus drôle ».

## Postérité
Danger : Diabolik et Barbarella s'inscrivaient dans une tendance éphémère de l'époque d'adaptations cinématographiques de bandes dessinées européennes qui mettaient l'accent sur la mode fétichiste en vogue à la fin des années 1960, agrémenté d'un soupçon de sadomasochisme ; outre ces deux films, l'année 1968 a vu la sortie de Satanik de Piero Vivarelli, avec un thème avoisinant,. Ces films ont été suivis de Isabelle, duchesse du diable de Bruno Corbucci en 1969 et de Baba Yaga de Corrado Farina en 1973. La production et les costumes de ces deux films reflètent également un mouvement plus large de rétrofuturisme observé dans les films de genre européens des années 1960 et 1970. Parmi ces films, citons L'Amour à cheval et Échec à la reine de Pasquale Festa Campanile (tous deux décoré par Flavio Mogherini), Si douces, si perverses d'Umberto Lenzi, En cinquième vitesse de Tinto Brass, Perversion Story et Le Venin de la peur de Lucio Fulci, La Dixième Victime d'Elio Petri, Le Duo de la mort de Piero Schivazappa. L'aspect de Diabolik dans le film a influencé sa représentation dans les fumetti : comme les spectateurs du film pouvaient voir la bouche de Diabolik parce que le masque de Law était en latex, les artistes de la série, Enzo Facciolo et Sergio Zaniboni, ont renoncé à essayer d'ombrer sa bouche et l'ont simplement soulignée,.
Avec Barbarella, Danger : Diabolik est l'un des films de genre auxquels fait référence le film CQ de Roman Coppola, qui rend explicitement hommage à plusieurs scènes du film, telles que la douche d'Eva et ses ébats avec Diabolik sur le lit de billets de banque ; Law apparaît également dans le film dans un rôle secondaire. Le réalisateur britannique Edgar Wright l'a également cité comme une influence sur son film Scott Pilgrim, décrivant Danger : Diabolik comme une « influence italienne, un sens de l'imagination complètement débridé. Ils n'essaient pas de donner un aspect réaliste à leurs films. La composition et la mise en scène de Mario Bava témoigne d'une véritable aptitude à "tout essayer" ».
Dans le 5e sketch Une soirée comme les autres réalisé par Vittorio De Sica pour le film Les Sorcières (1967), Diabolik est, avec d'autres super héros, un fantasme de l’héroïne Giovanna (Silvana Mangano) délaissée par son mari Charlie (Clint Eastwood).
Des images du film sont utilisées dans le clip Body Movin' des Beastie Boys.

### Suites et adaptations ultérieures
En 1991, Rai 2 a annoncé une série télévisée en prise de vue réelle basée sur Diabolik, qui devait être produite par M Films Produzione et réalisée par Rospo Pallenberg. Bien qu'un épisode pilote de 100 minutes ait été prévu, la série n'a pas vu le jour. À l'automne 1999, la chaîne de télévision française M6 a commencé à diffuser une série animée de 40 épisodes, Diabolik, sur les traces de la panthère, une coproduction américano-franco-italo-japonaise entre Saban Entertainment, M6, Mediaset, Tōhō et Ashi Productions. La série a été influencée par le succès critique et commercial de la série d'animation Batman, et a retravaillé ses personnages pour un public plus jeune. Elle suit Diabolik et Eva qui commettent des casses pour dénoncer les atrocités de Dane, le frère adoptif de Diabolik. Celui-ci a pris le contrôle de l'organisation de leur père, la Confrérie, tout en évitant d'être capturés par Ginko.
En 2000, Radio Monte-carlo a produit une adaptation radiophonique de plusieurs albums du fumetti Diabolik. La série a été diffusée sur Rai Radio 2, et a été diffusée pendant 20 épisodes les jours de semaine du 13 novembre au 8 décembre. Adaptée par Armando Traverso, réalisée par Arturo Villone et comportant une musique originale de Giovanni Lodigiani, la série mettait en vedette les voix de Luca Ward dans le rôle de Diabolik, Roberta Greganti dans celui d'Eva, et Luca Biagini dans celui de Ginko.
Au début des années 2000, un nouveau film basé sur Diabolik, réalisé par Christophe Gans et mettant en vedette Mark Dacascos et Monica Bellucci, était en cours de développement. Gans a déclaré : « Le film de Bava est unique et je ne voudrais jamais, jamais, le copier ». En 2002, le scénariste et historien de Diabolik Mario Gomboli a annoncé qu'une production française de Diabolik allait être réalisée dans un cadre contemporain à partir d'un scénario écrit par Carlo Lucarelli et Giampiero Rigosi. Le scénario a été achevé en avril 2007, et le tournage devait commencer en janvier 2008, mais la production s'est arrêtée. En 2012, le groupe Sky, conjointement avec Sky France et Sky Italia, a produit une bande-annonce pour une deuxième projet de série télévisée en prise de vues réelles basée sur Diabolik, mais la série n'est pas entrée en production.
En décembre 2018, le président de RAI Cinema, Paolo del Brocco, a annoncé qu'une nouvelle adaptation de Diabolik était en cours de développement, avec les frères Manetti à la réalisation et la coécriture du scénario avec Michelangelo La Neve et Gomboli. La distribution comprend Luca Marinelli dans le rôle de Diabolik, Miriam Leone dans le rôle d'Eva, Valerio Mastandrea dans le rôle de Ginko, ainsi que Serena Rossi, Alessandro Roja (it) ou Claudia Gerini. Le film devait initialement sortir en Italie par 01 Distribution le 31 décembre 2020, mais a ensuite été repoussé au 16 décembre 2021, en raison de la deuxième vague de la pandémie de Covid-19 en Italie. En avril 2021, deux suites du film ont été annoncées, dont le tournage simultané devrait commencer consécutivement en octobre 2021.